# Тенкай-Мару
Тенкай-Мару — транспортне судно, яке під час Другої світової війни брало участь у операціях японських збройних сил на Тихому океані.
Судно спорудили в 1917 році на верфі Mitsubishi Dockyard & Engineering Works у Нагасакі для компанії Koyanagi H. & Co. Згодом воно неодноразово переходило до нових власників — Meiji Boyeki (1921), Toyo Seito (1922), Taiwan Seito (1923), Meiji Kaiun (1927) та нарешті Shimatani Kisen (1933).
У липні 1943-го «Тенкай-Мару» реквізували для потреб Імперської армії Японії. 24 липня — 2 серпня воно пройшло в конвої O-406 з японського порту Саєкі до Палау (важливий транспортний хаб на заході Каролінських островів).
2 вересня 1943-го судно з вантажем амуніції, пального та автомобілів вийшло з Палау у складі конвою «Вевак № 8», що прямував до головного японського гарнізону на північному узбережжі Нової Гвінеї. 5 вересня конвой перехопив американський підводний човен USS Swordfish, який випустив по «Тенкай-Мару» чотири торпеди та досягнув одного влучання. Судно загорілось та за годину затонуло, загинуло 3 члени екіпажу та 3 військовослужбовці, що перебували на борту.